# Heroldsberg
Heroldsberg è un comune tedesco di 7 496 abitanti, situato nel land della Baviera.

## Amministrazione

### Gemellaggi
- Predaia, dal 1996
- Bóly, dal 2007